# Pygopleurus lyciensis
Pygopleurus lyciensis är en skalbaggsart som beskrevs av Rudolph Petrovitz 1971. Pygopleurus lyciensis ingår i släktet Pygopleurus och familjen Glaphyridae. Inga underarter finns listade i Catalogue of Life.